# Hadži Pašina džamija u Brčkom
Hadži Pašina džamija (poznata i kao Kolobarska drvenija i Drvena džamija), nekadašnja džamija, a danas tekija u Brčkom, u Bosni i Hercegovini, trenutačno u sastavu Tarikatskog centra u Bosni i Hercegovini.

## Povijest
Hadži Pašina džamija u Brčkom je podignuta u naselju Kolobara u prvoj polovini 19. stoljeća o trošku Hadži Paše Mujkanovića, brata Hadži Dizdara. Obojica braće su bili prognanici iz Šapca. Jedan brat je dao podignuti džamiju u Kolobari, a drugi u središtu grada, poznatu kao Dizdarija džamija. Džamije su bile identične. Početkom rata u Bosni i Hercegovini, miniranjem je porušena u petak 17. srpnja 1992. godine u 16 sati i 45 minuta. Ponovo je obnovljena u svom izvornom obliku 2011. godine. Prilikom obnove džamija je, na upotrebu, predata šejhu Halilu ef. Brzini i Tarikatskom centru u Bosni i Hercegovini i danas isključivo služi kao tekija nakšibendijskog tarikata u tom gradu.

## Vanjske poveznice
- Hadžo Pašina džamija  Arhivirana inačica izvorne stranice od 28. rujna 2021. (Wayback Machine)